# 金龍周
金 龍周（キム・ヨンジュ、きん りゅうしゅう、朝鮮語: 김용주、1905年7月29日 - 1985年1月27日）は、大韓民国の実業家、教育者、外交官、政治家。元参議員、日本名は金田龍周（かねだ りゅうしゅう）。
本貫は金海金氏。号は海村。龍文学園理事長の金文姫は長女、その夫は銀行家の玄俊鎬の息子で実業家の玄永源。実業家の金昌星およびセヌリ党の代表を務めた元国会議員の金武星は息子、金武星の妻は元国会議員の崔致煥の娘。映画俳優のコ・ユンは孫、実業家の玄貞恩は外孫娘、鄭夢憲は外孫娘婿である。

## 経歴
慶尚南道咸陽郡咸陽邑出身の3兄弟の次男である（慶尚北道浦項出身の説もある。なお、金武星によると、金家は戊午士禍によりソウルを離れた後、先祖代々は全羅北道任実郡と長水郡に長く住んでいたが、ある代は長水で事件を起こした後、また咸陽に逃げてきたという）。釜山公立商工学校卒。日本統治時代は水産業と貿易事業を行ったほか、浦項私立永興学校（現・浦項永興初等学校）を設立し、校長となった。
光復後は大韓海運公社社長、駐日本公使、全南紡織株式会社会長、新韓製粉株式会社会長、新韓海運株式会社会長、経済審議会議員、全経連副会長、紡協会長、韓国経営者協会会長、ソウル龍文中・高等学校設立者などを務めた。1958年の第4代総選挙では咸陽郡選挙区から出馬したが、自由党の候補に42票差で敗れて落選した。その後、1960年の第5代総選挙で参議院議員に初当選し、民主党院内総務を務めた。
1985年1月27日、全紡会長としてアメリカ出張中にハワイのKALホテルで死去。享年80。

## 評価
日本統治時代に慶尚北道議会議員や国民総力慶尚北道連盟評議員、朝鮮臨戦報国団発起人・慶尚北道支部常任理事などの親日団体の幹部を務め、1942年2月の迎日郡による日本軍への8台の軍用機の献納にも関与したため、特に金武星が大物政治家になった以降は金龍周が親日派であるかどうかに関する議論が多い。2015年9月、民族問題研究所は「金は『親日人名辞典』の登載基準に合致する」とコメントした。一方、1927年には新幹会迎日支部設立総会のメンバーとなり、1938年に慶尚北道議会議員として強制免作政策で被害を受けた農民たちに国家補償を要求したなどの独立運動も行った。